# Île Bizard
Île Bizard är en ö i Kanada.   Den ligger i Saint Lawrencefloden i Montréals västra förorter i provinsen Québec, i den sydöstra delen av landet, 140 km öster om huvudstaden Ottawa.
På ön finns bland annat naturparken Parc-nature du Bois-de-l'Île-Bizard och tre golfklubbar, bland annat Royal Montreal Golf Club.
Runt Île Bizard är det i huvudsak tätbebyggt. Runt Île Bizard är det mycket tätbefolkat, med 1 956 invånare per kvadratkilometer.